# 中西武志
中西 武志 （なかにし たけし）は、日本の実業家、環境コンサルタント、社会起業家。カーボンフリーコンサルティング代表取締役CEO。衆議院議員の中西健治は実兄。

## 略歴
早稲田大学商学部卒業、青山学院大学大学院国際政治経済学研究科修了、東京大学大学院経済学研究科中退。シティバンク金融商品開発部部長、ゴールドマン・サックス証券クレジット商品部ヴァイスプレジデント、クレディ・スイス証券金融商品開発部長、バンク・オブ・アメリカ証券法人営業本部本部長を歴任。2007年にカーボンフリーコンサルティングを設立、代表取締役CEOに就任。BEACHTOWN取締役、アウトドアフィットネス特別顧問、特定非営利活動法人CHALLENGE TO CHANGE JAPAN代表理事。
国際連合世界食糧計画 (United Nations World Food Programme) に寄付を行いFOOD-FOR-CARBON-FREE PILOT PROJECTとして販売を実施するなど、気候変動や貧困問題の解決を目指すプロジェクトの立ち上げを行う。事業の傍ら、起業家育成やビジネススキル向上のための講座を実施。

### 主な講座
- 2010年 - ピースボートでの社会起業家養成講座。[7]
- 2011年 - 九州大学アントレプレナーシップセミナーにてアントレプレナーシップに関する講師。[8]
- 2012年 - 第6回全国高校生金融経済クイズ選手権（通称：エコノミクス甲子園）におけるビジネスコンテスト講師、審査員。講座後、全国から勝ち抜いてきた50名の高校生が5チームに分かれ、復興支援のためのsocial 起業の為のアイデアを競った。[9]
- 2012年 - 竹中平蔵が理事長を務め石倉洋子（一橋大学 名誉教授、慶應義塾大学大学院メディアデザイン研究科 教授）がファシリテーターを務める六本木アカデミーヒルズにおいて、「環境とビジネスを両立させるGlobal Agenda Seminar 2012」の講師を担当。[10][11][12]

## メディア

### テレビ
- NHKニュースおはよう日本（NHK総合、2008年04月24日）
- NHKニュースおはよう日本（NHK総合、2010年10月28日）

### 新聞(インタビュー)
- “本質を突く『ゲーテ格言集』”. 日刊工業新聞. (2009年10月19日)
- “週末は別人”. 日刊工業新聞. (2010年6月25日)